# شهرستان آرومرو
آرومرو یکی از شهرستان‌های استان آروشا در کشور تانزانیا می‌باشد.

## جغرافیا
این شهرستان از سمت شمال و از سمت غرب با شهرستان ماندولی، از شرق با استان کلیمانجارو و از سمت جنوب با شهرستان آروشا و شهرستان ماندولی همسایه می‌باشد.

## جمعیت
برپایه نتایج سرشماری عمومی نفوس و مسکن که در سال ۲۰۰۲ توسط دولت تانزانیا انجام شد جمعیت این شهرستان بالغ بر ۵۱۶٬۸۱۴ نفر اعلام شد.

## بخش‌ها
شهرستان آرومرو به لحاظ اداری و مدیریتی به ۳۷ بخش تقسیم شده است. بخشهای:
- آخه‌ری
- بانگاتا
- بیواوانی
- ایلکیدینگا
- کیکاتی‌تی
- کیکوه
- کیمنیاکی
- کینگ‌آوری
- کیرانی
- کیسونگو
- لگوروکی
- ماکیبا
- ماجی‌یاچای
- مارورونی
- ماته‌وس
- امبوگونی
- املانگارینی
- مویو
- موشونو
- موریه‌تی
- موسی
- امواندتی
- اندوروما
- انگارن‌آنیوکی
- انکوانروا
- انکوارانگا
- انکواریسامبو
- اولدونیوسامبو
- اولجورو
- اولکوکولا
- اولتروتو
- اولترومت
- پالی
- سینگیسی
- سوکونی
- سونگورو
- یواس‌ای ریور